# دن گرگور
دن گرگور (به انگلیسی: Dan Gregor) کمدین، نویسنده، کارگردان و تهیه‌کننده آمریکایی است.

## زندگی شخصی
دن گرگور در وودمیر، نیویورک به دنیا آمد. او با ریچل بلوم ازدواج کرده است. آنها یک دختر دارند که در سال ۲۰۲۰ به دنیا آمده است.